# Aristofanes
Aristofanes (ca. 450-385 f.Kr.) var en komedieforfatter i oldtidens Grækenland.
11 af hans komedier er bevaret:
- 425 f.Kr.: Acharnerne
- 424 f.Kr.: Kavaleriet (eller Ridderne)
- 423 f.Kr.: Skyerne
- 422 f.Kr.: Hvepsene
- 421 f.Kr.: Freden
- 414 f.Kr.: Fuglene
- 411 f.Kr.: Halløj i Thesmoforiet eller Kvinderne ved Thesmoforiefesten
- 411 f.Kr.: Lysistrate (eller Kvindernes oprør)
- 405 f.Kr.: Frøerne
- 392 f.Kr.: Al magt til kvinden (eller Kvinderne i Folkeforsamlingen)
- 388 f.Kr.: Plutos (eller Rigdommen)

I Platons bog Symposion er Aristofanes en af de indbudte til et drikkegilde. Han holder tale om Eros' oprindelse: Han mener, at mennesket oprindeligt var én person, mand og kvinde sammensmeltet i ét individ; men guderne delte dem i to. Og nu bruger mennesket livet på at finde sin bedre halvdel.
Der er dog tvivl, om denne teori skyldes Aristofanes, eller om Platon blot har lagt ham ordene i munden. Aristofanes bidrag i Symposion er ment som en vittighed, hvilket allerede bliver klart ved modtagelsen af Sokrates og de andre deltagere.